# Vipera
Pour le film italien, voir Vipera (film).
Genre
Synonymes
- Pelias Merrem, 1820
- Chersea Fleming, 1822
- Rhinaspis Bonaparte, 1834
- Rhinechis Fitzinger nec Michahelles, 1843
- Echidnoides Mauduyt, 1844
- Mesocoronis Reuss, 1927
- Teleovipera Reuss, 1927
- Acridophaga Reuss, 1927
- Mesovipera Reuss, 1927
- Mesohoronis Reuss, 1927
- Mesohorinis Reuss, 1927
- Latastea Reuss, 1929
- Tzarevcsya Reuss, 1929
- Latasteopara Reuss, 1935

Vipera est un genre de serpents de la famille des Viperidae. 

## Répartition
Les 23 espèces de ce genre se rencontrent principalement dans le Paléarctique occidental : essentiellement en Europe et dans la moitié nord du Proche-Orient. La plupart des espèces ont des aires de distribution de plus ou moins faible étendue. On trouve aussi une ou deux espèces en Afrique du Nord et deux en Asie centrale. 
Une espèce, la vipère péliade, a une aire qui s'étend à travers toute l'Eurasie, de la Grande Bretagne en Europe jusqu'à Sakhaline en Extrême Orient, en passant par presque toute la Sibérie. Il s'agit de l'espèce de serpent ayant la plus vaste distribution naturelle connue au monde, et aussi le seul serpent connu dont l'aire s'étend au nord jusqu'au delà du cercle polaire arctique. Juste au sud de la première, Vipera renardi a une aire assez étendue dans les steppes d'Europe de l'Est à l'Asie centrale.

## Description
Ce sont des espèces venimeuses,. La plupart sont vivipares et quelques-unes sont ovovivipares.

## Liste des espèces
Selon The Reptile Database (12 juin 2017) :
- Vipera altaica Tuniyev, Nilson & Andrén, 2010
- Vipera ammodytes (Linnaeus, 1758) — Vipère ammodyte
- Vipera anatolica Eiselt & Baran, 1970
- Vipera aspis (Linnaeus, 1758) — Vipère aspic
- Vipera barani Böhme & Joger, 1983
- Vipera berus (Linnaeus, 1758) — Vipère péliade
- Vipera darevskii Vedmederja, Orlov & Tuniyev, 1986
- Vipera dinniki Nikolsky, 1913
- Vipera eriwanensis (Reuss, 1933)
- Vipera kaznakovi Nikolsky, 1909
- Vipera latastei Bosca, 1878 — Vipère de Lataste
- Vipera lotievi Nilson, Tuniyev, Orlov, Hoggren & Andrén, 1995
- Vipera magnifica Tuniyev & Ostrovskikh, 2001
- Vipera monticola Saint Girons, 1953
- Vipera olguni (Tuniyev, Avci, Tuniyev, Agasian & Agasian, 2012)
- Vipera orlovi Tuniyev & Ostrovskikh, 2001
- Vipera pontica Billing, Nilson & Sattler, 1990
- Vipera renardi (Christoph, 1861)
- Vipera seoanei Lataste, 1879 — Vipère de Séoane
- Vipera shemakhensis Tuniyev, Orlov, Tuniyev & Kidov, 2013
- Vipera transcaucasiana Boulenger, 1913
- Vipera ursinii (Bonaparte, 1835) — Vipère d'Orsini
- Vipera walser Ghielmi, Menegon, Marsden, Laddaga & Ursenbacher, 2016

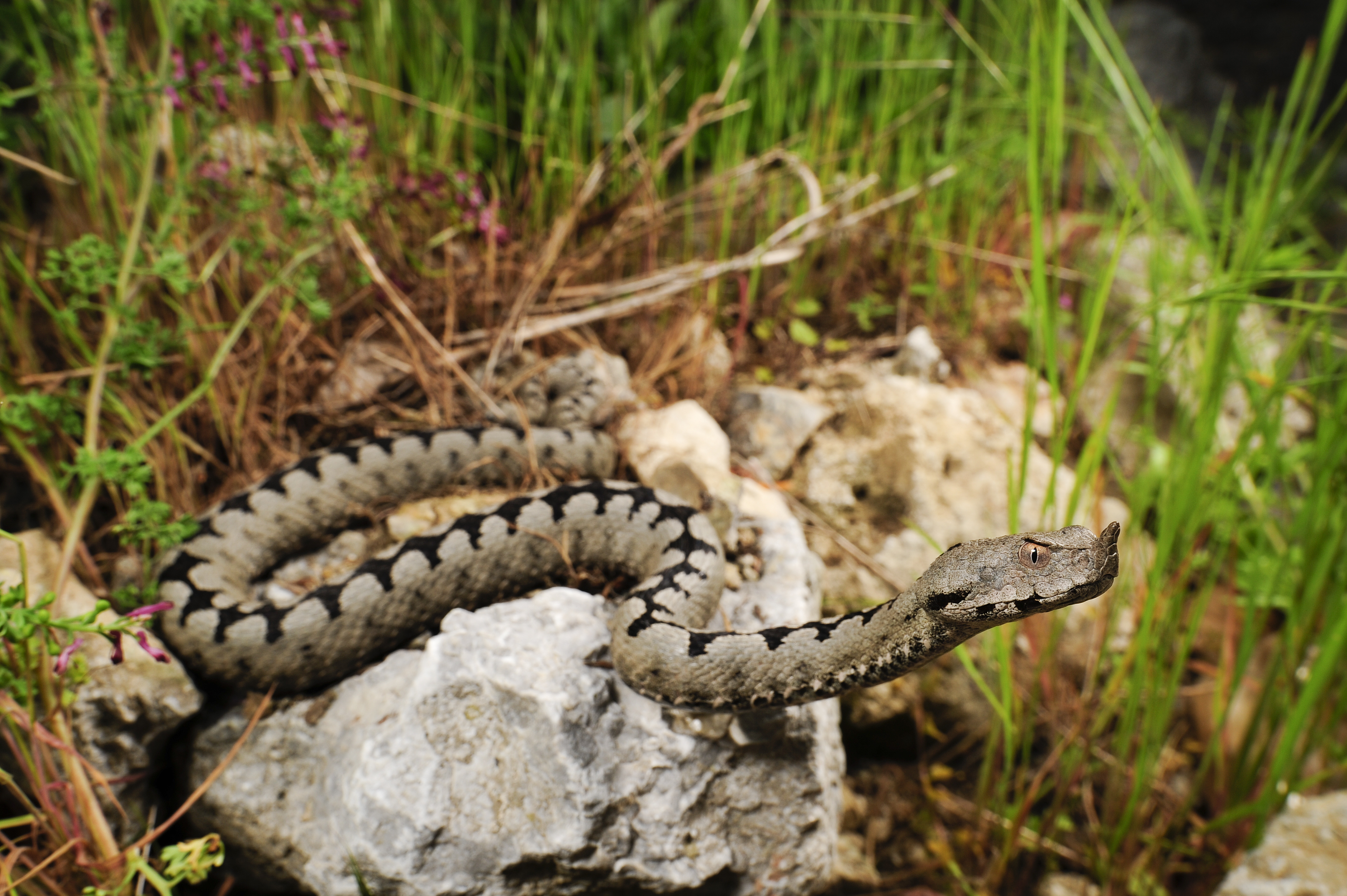
Vipera ammodytes
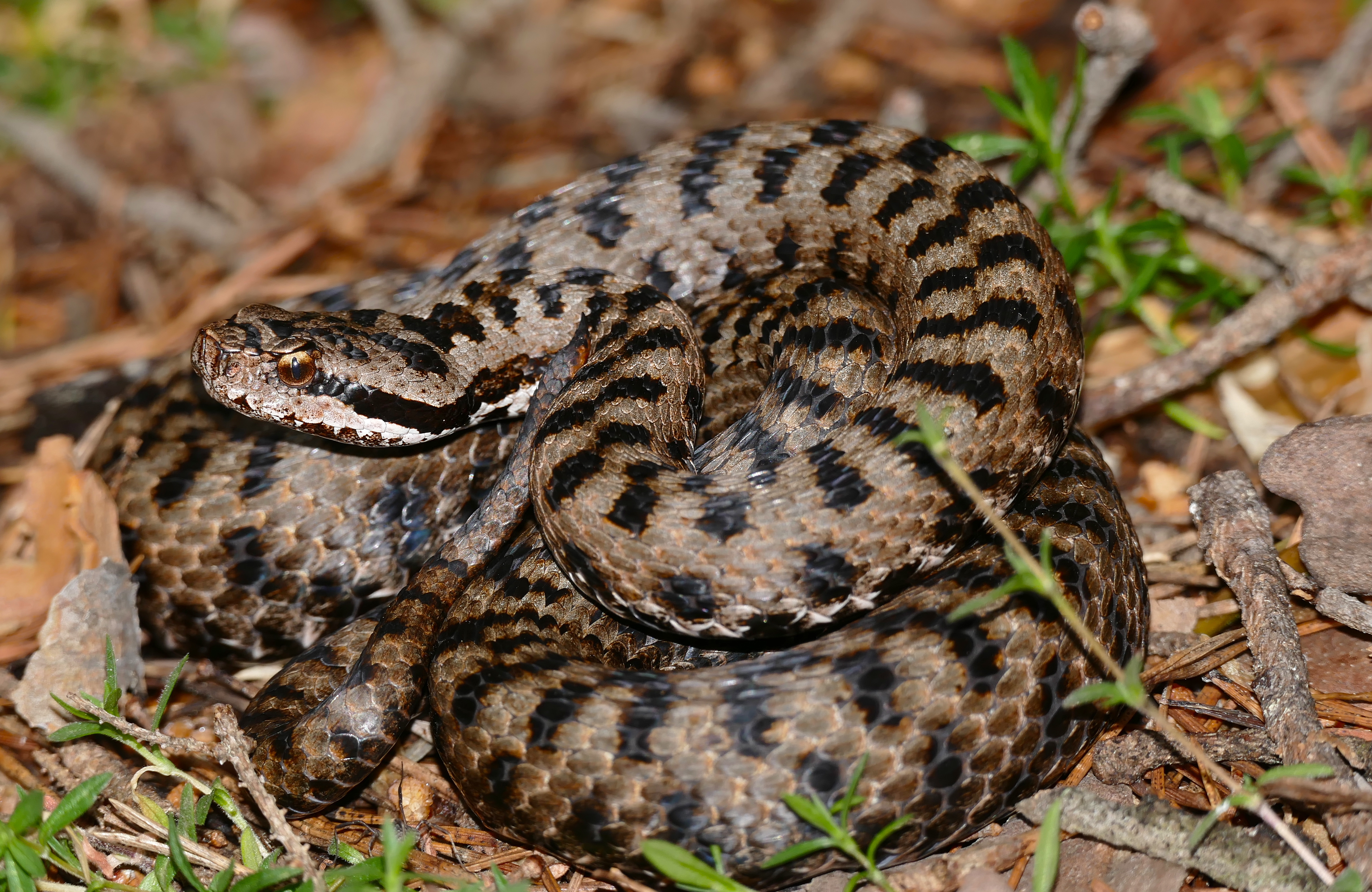
Vipera aspis
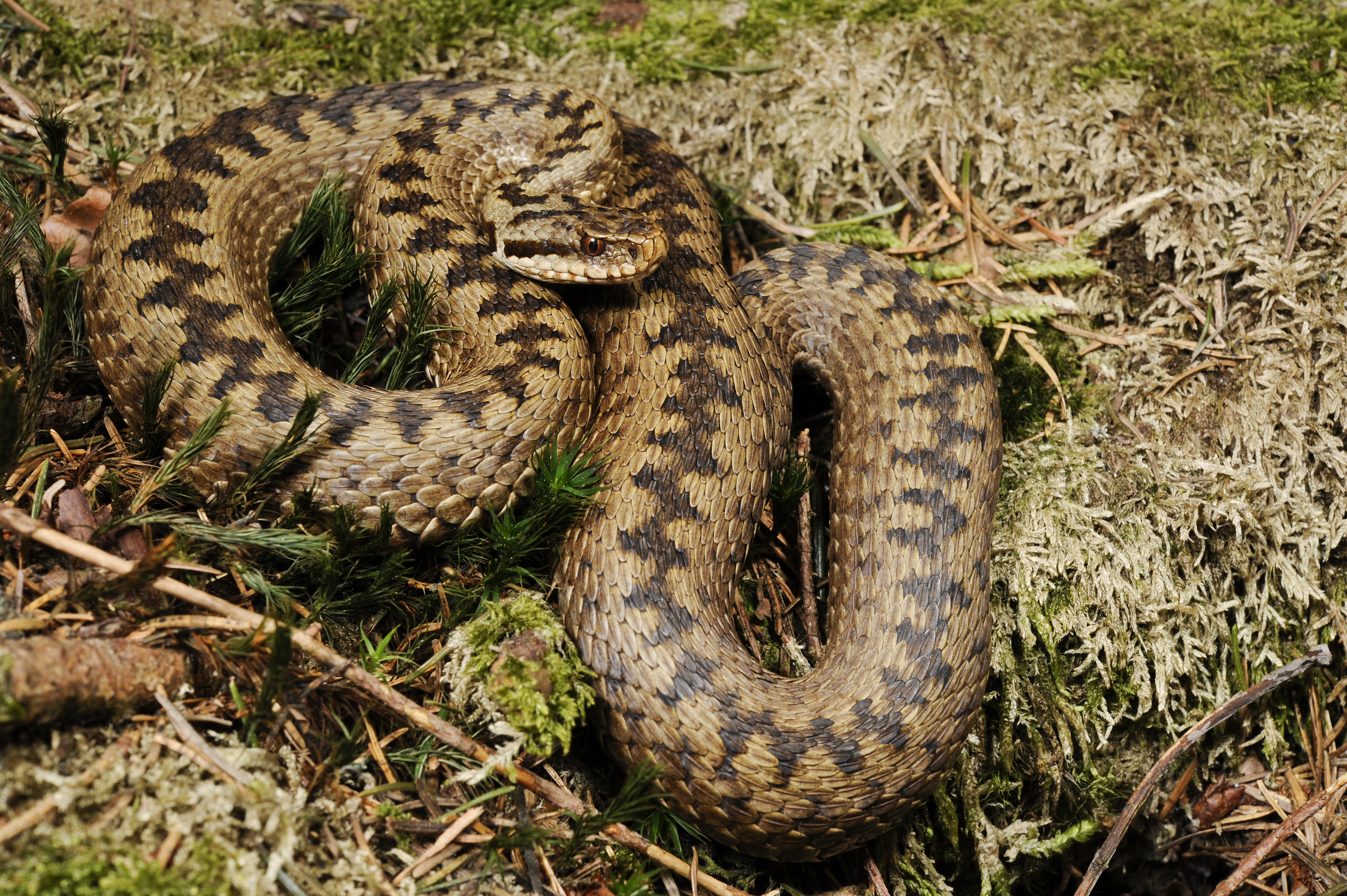
Vipera berus
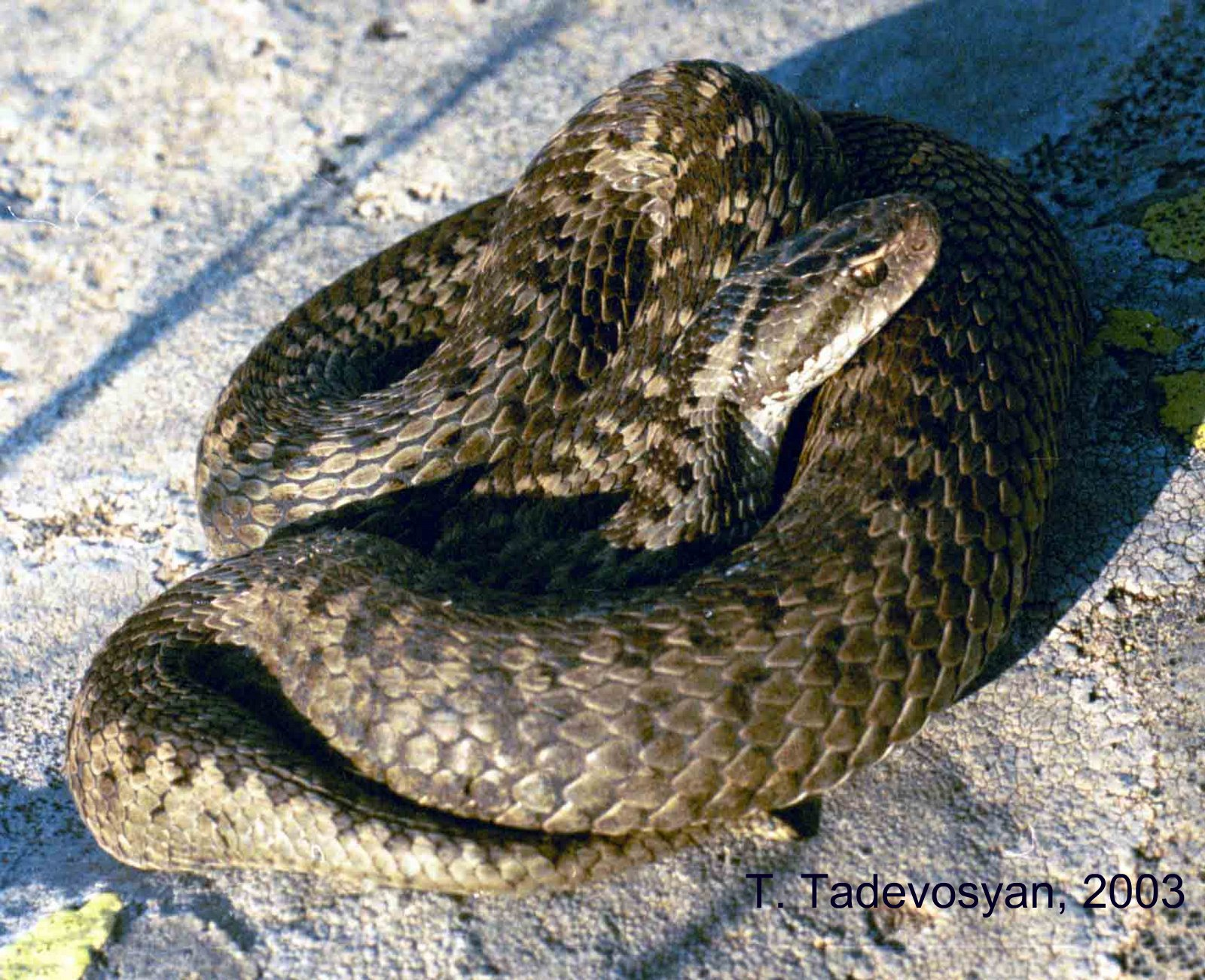
Vipera darevskii
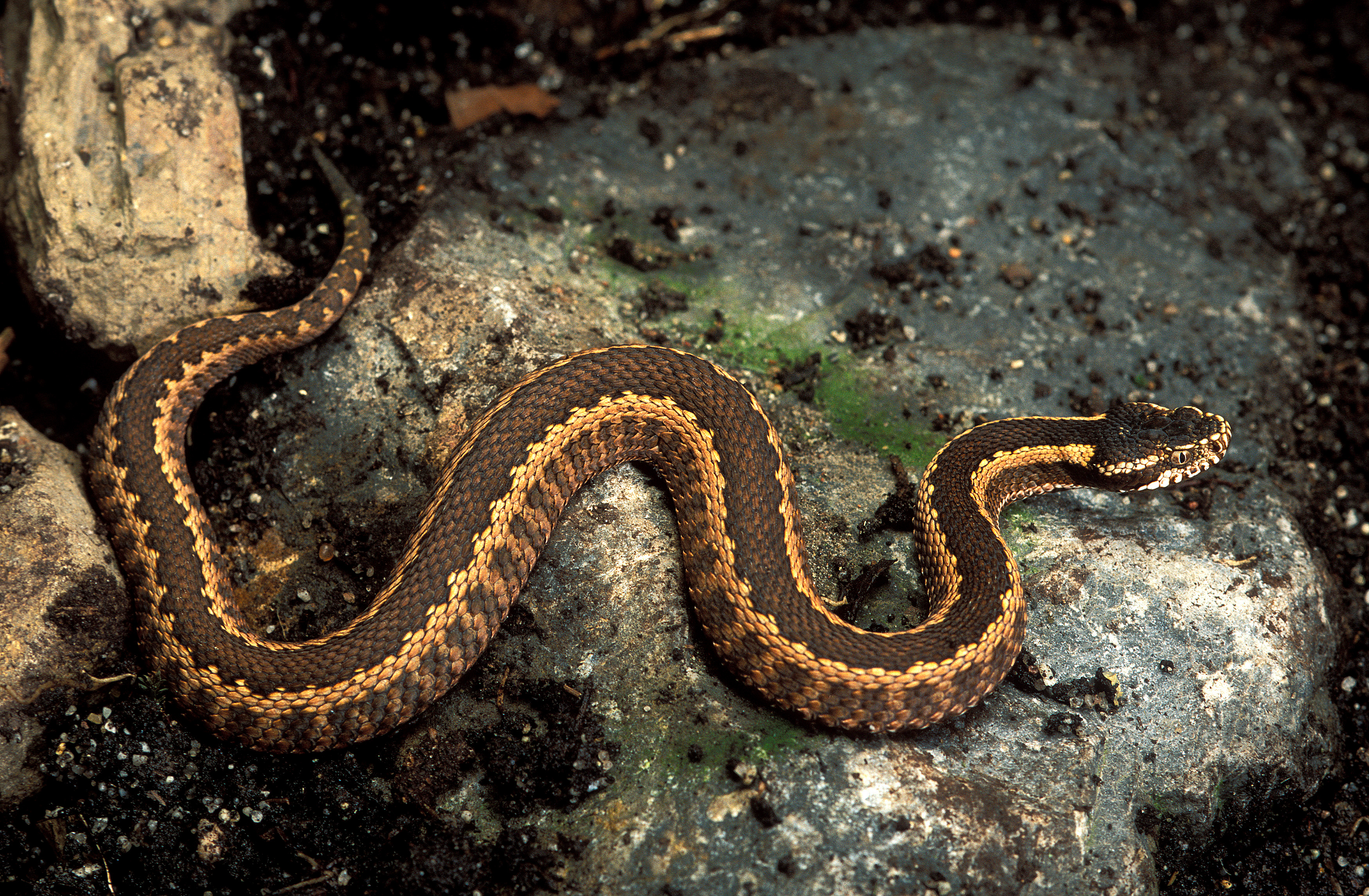
Vipera dinniki
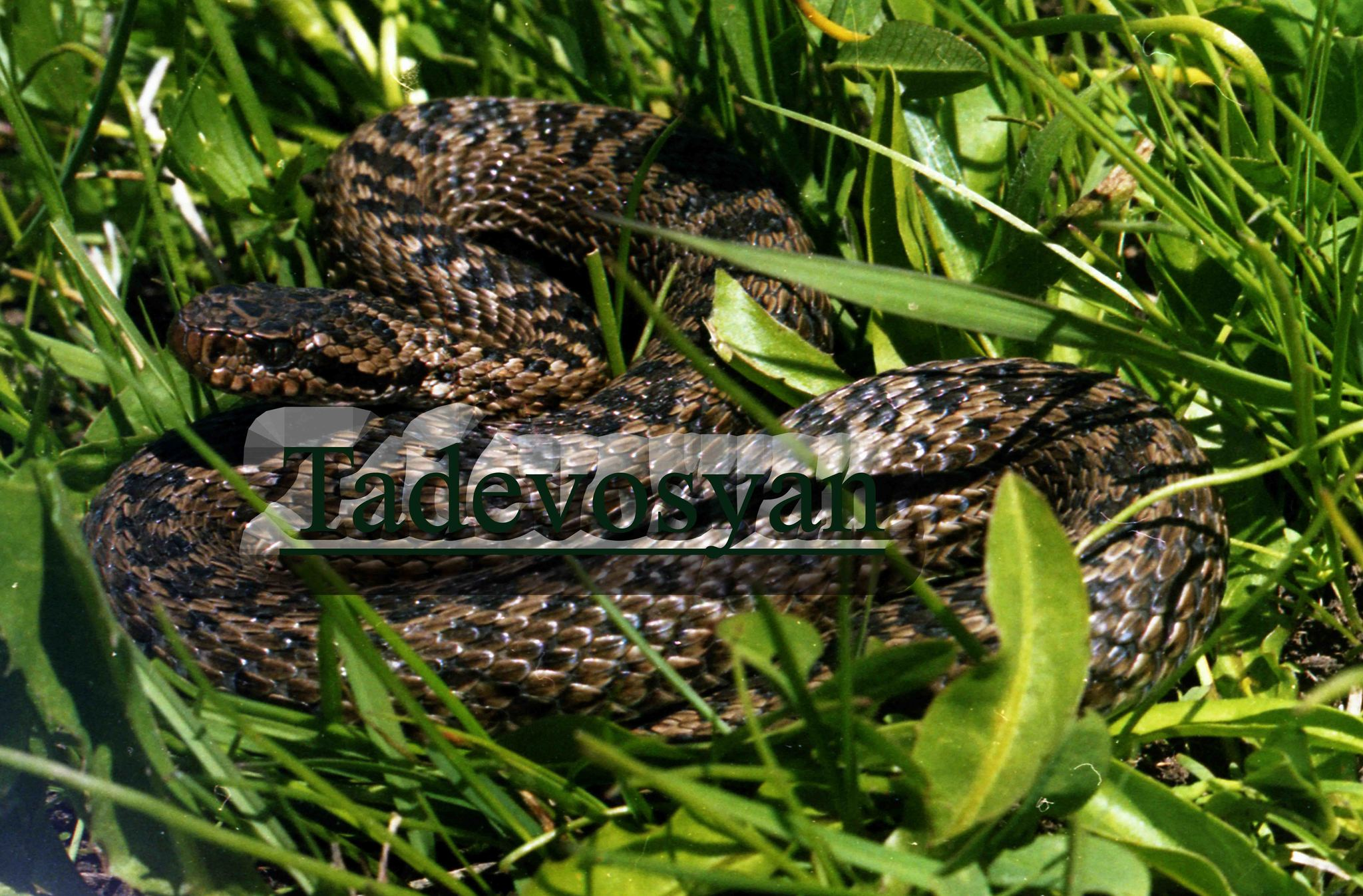
Vipera eriwanensis
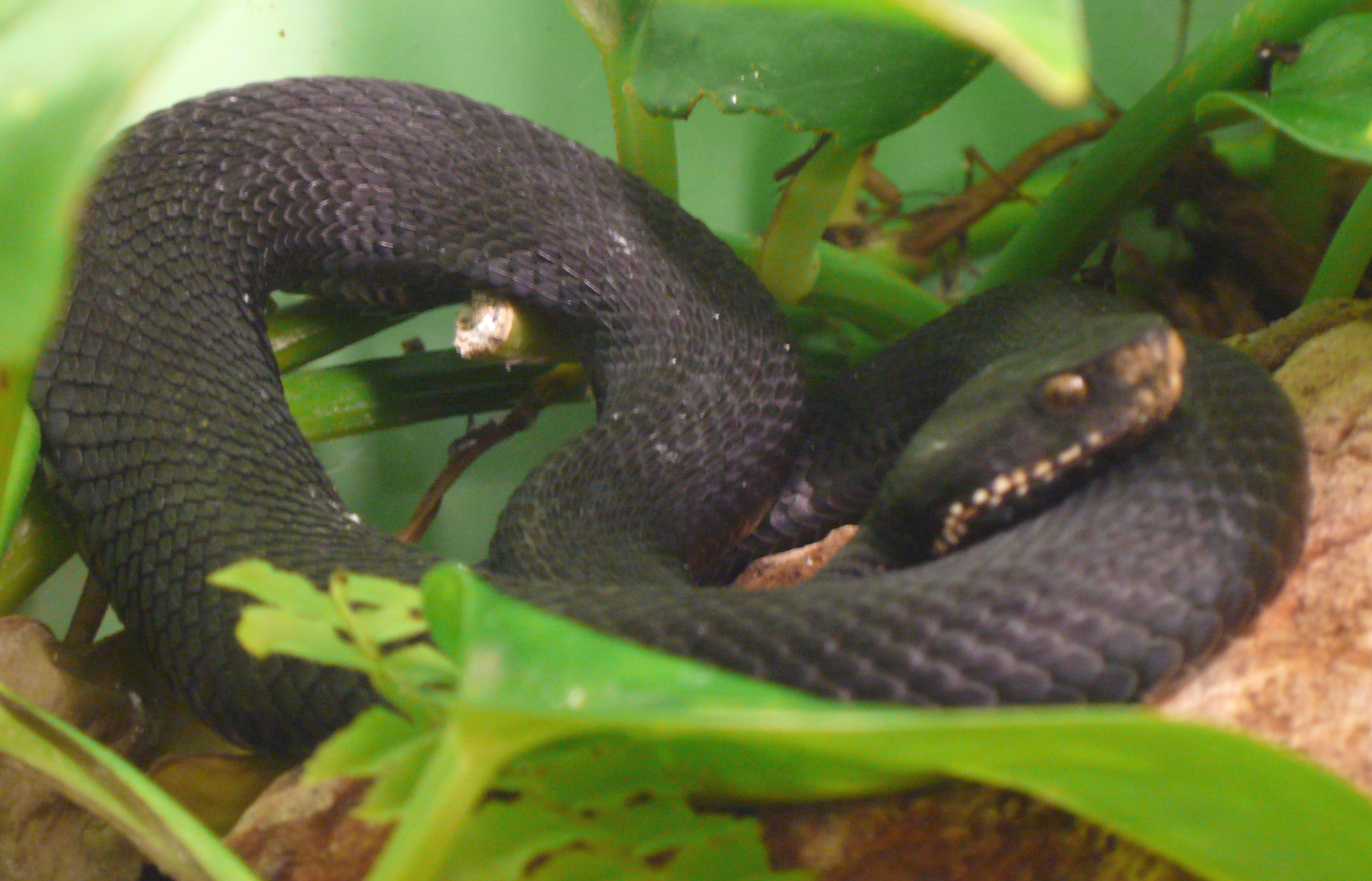
Vipera kaznakovi
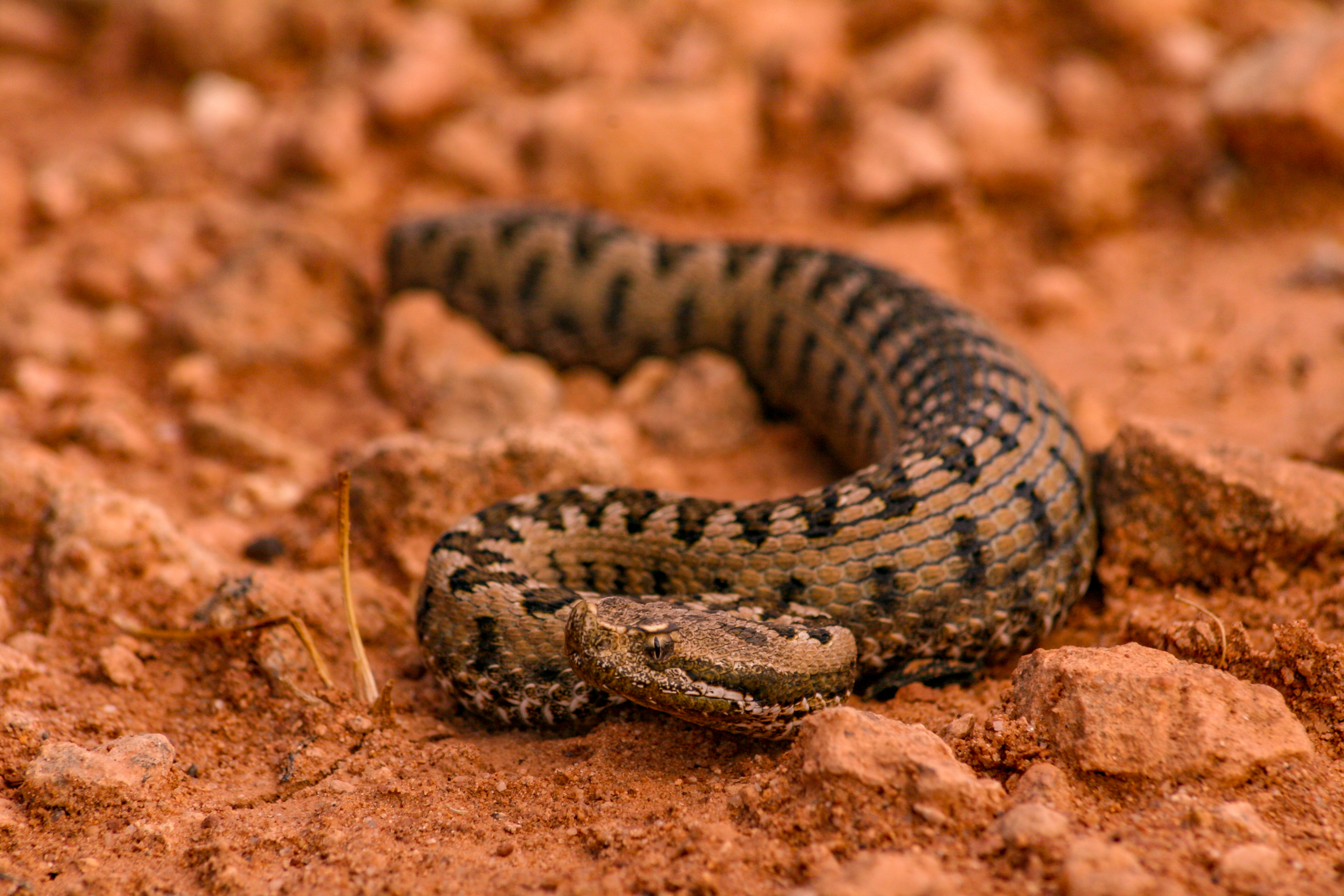
Vipera latastei
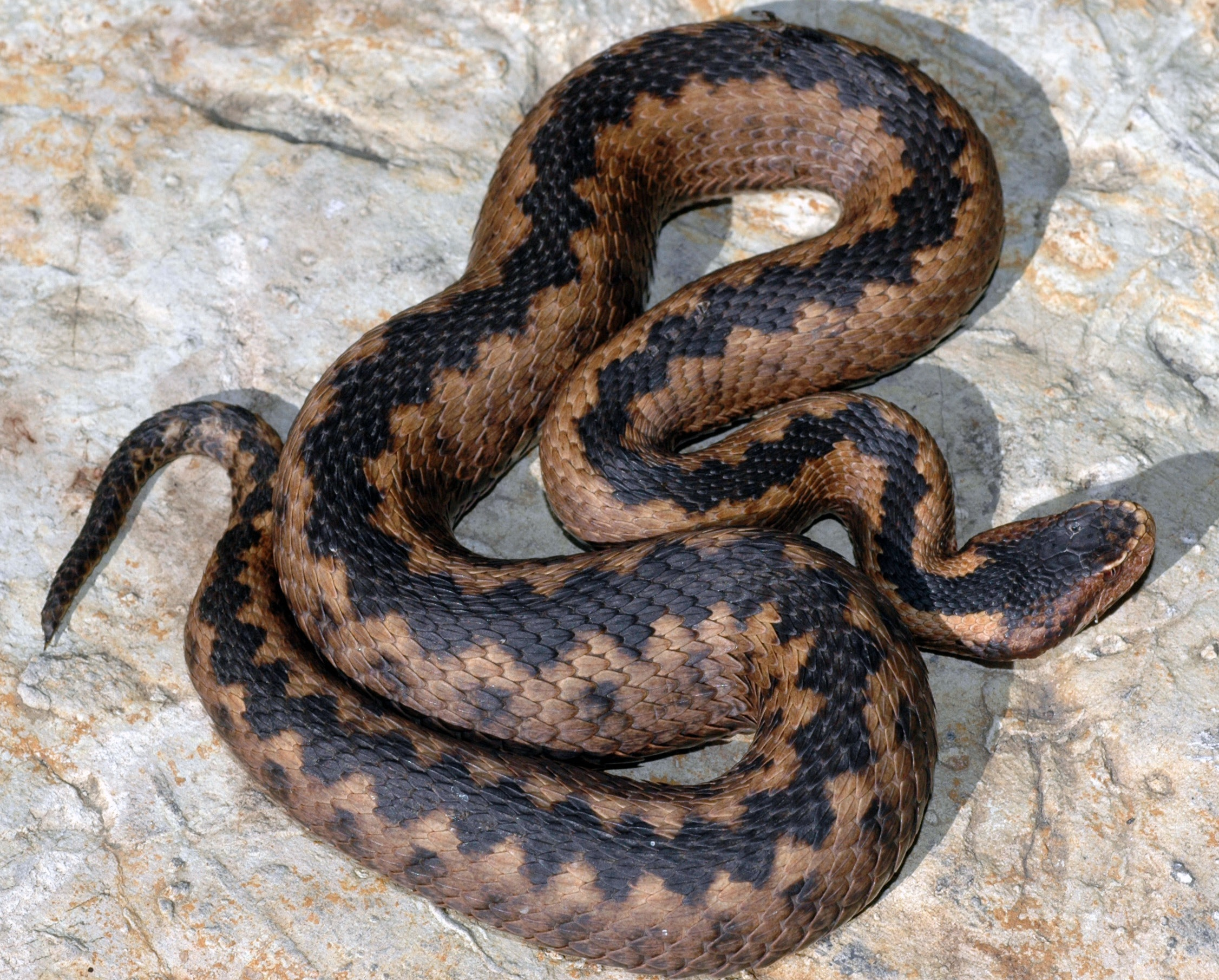
Vipera orlovi
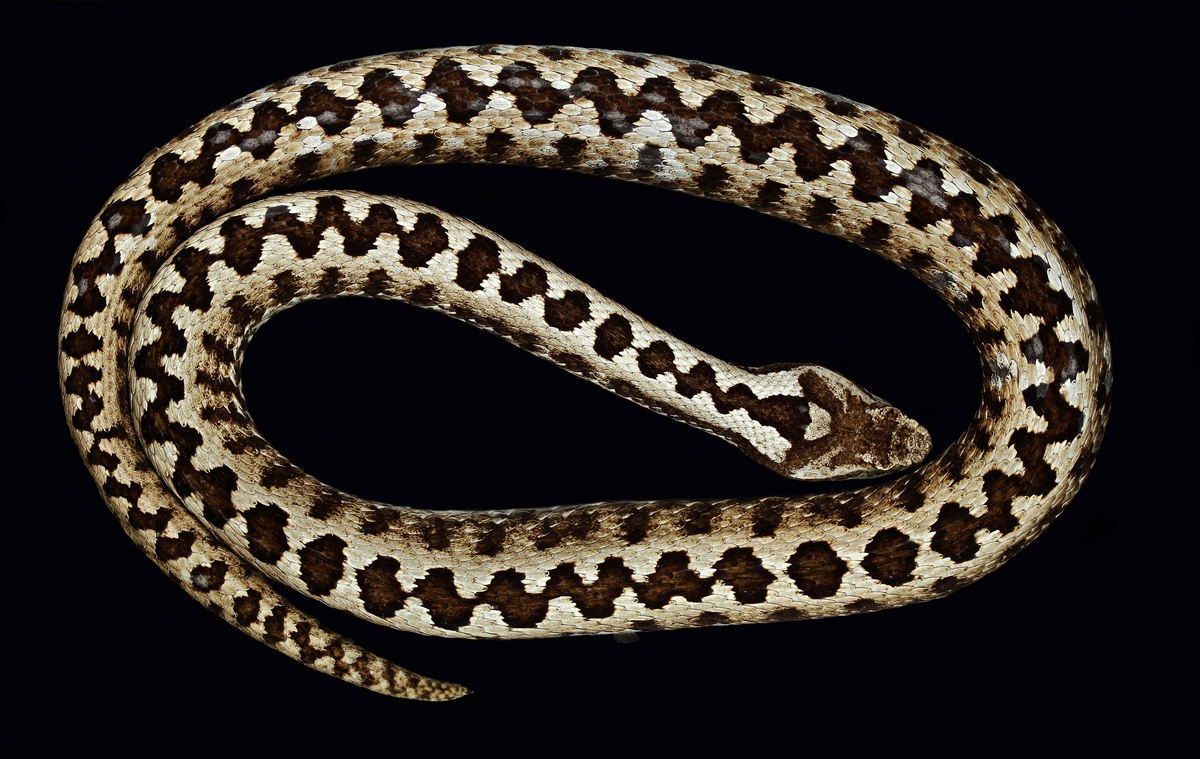
Vipera pontica
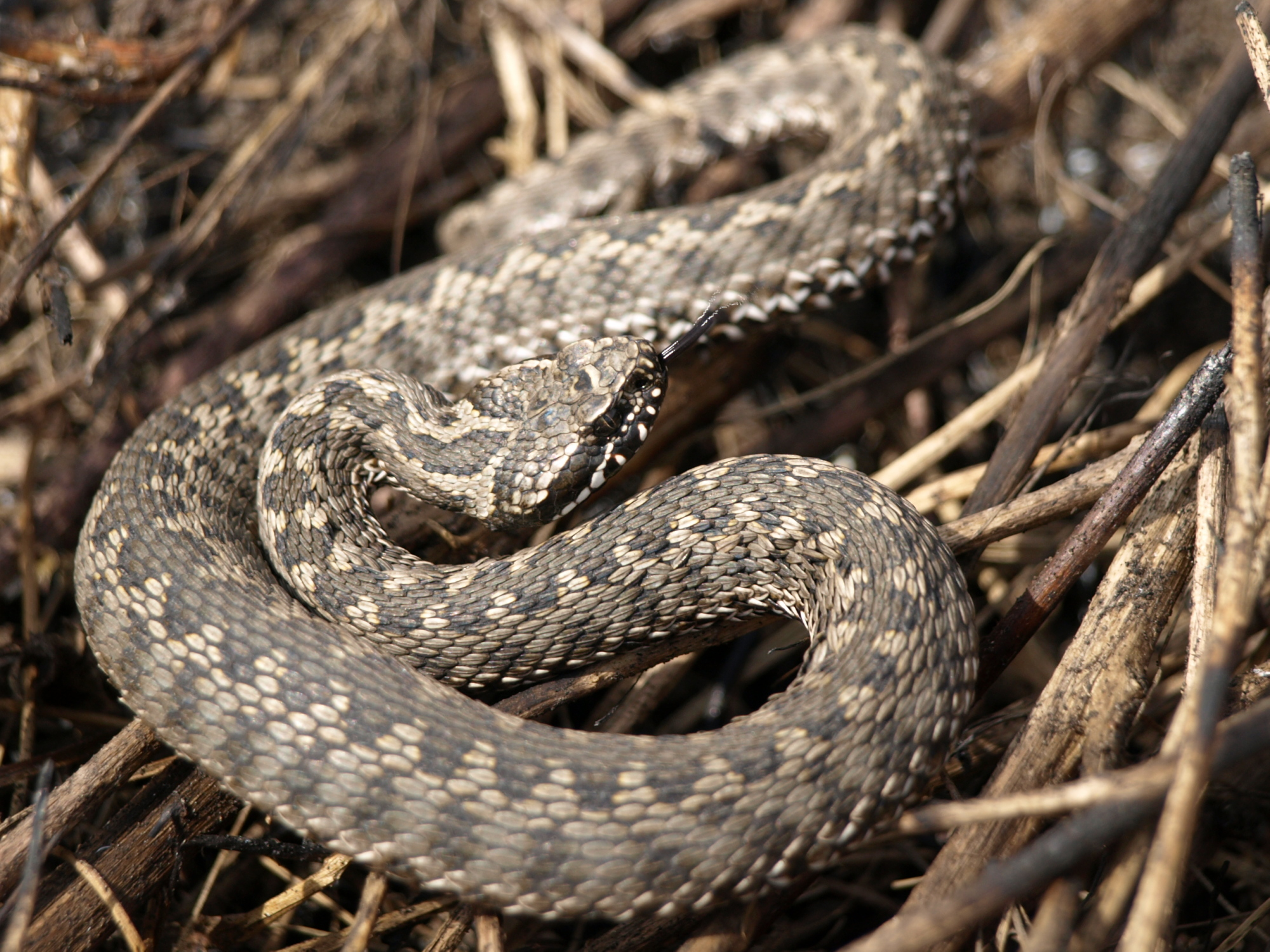
Vipera renardi
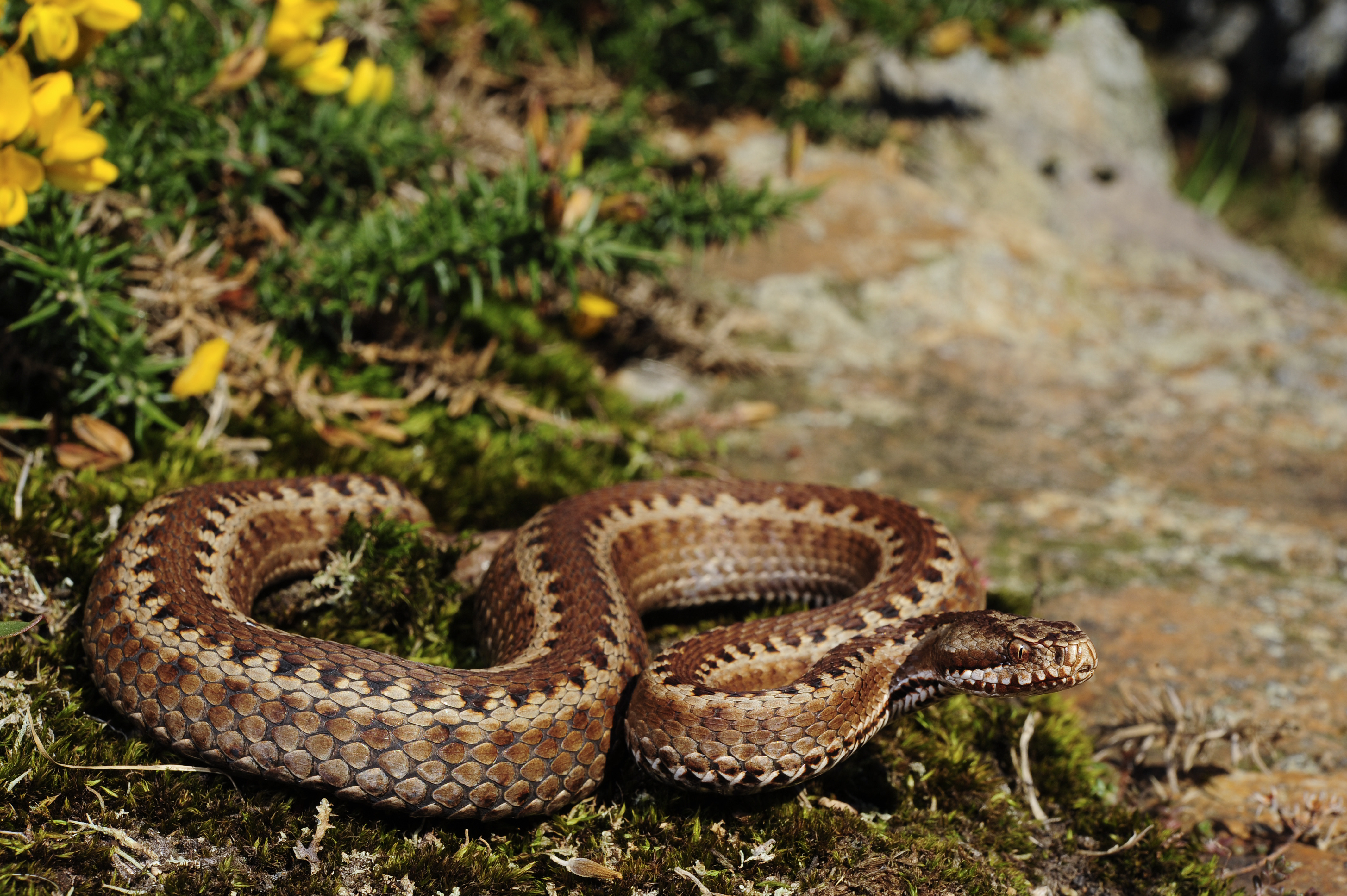
Vipera seoanei
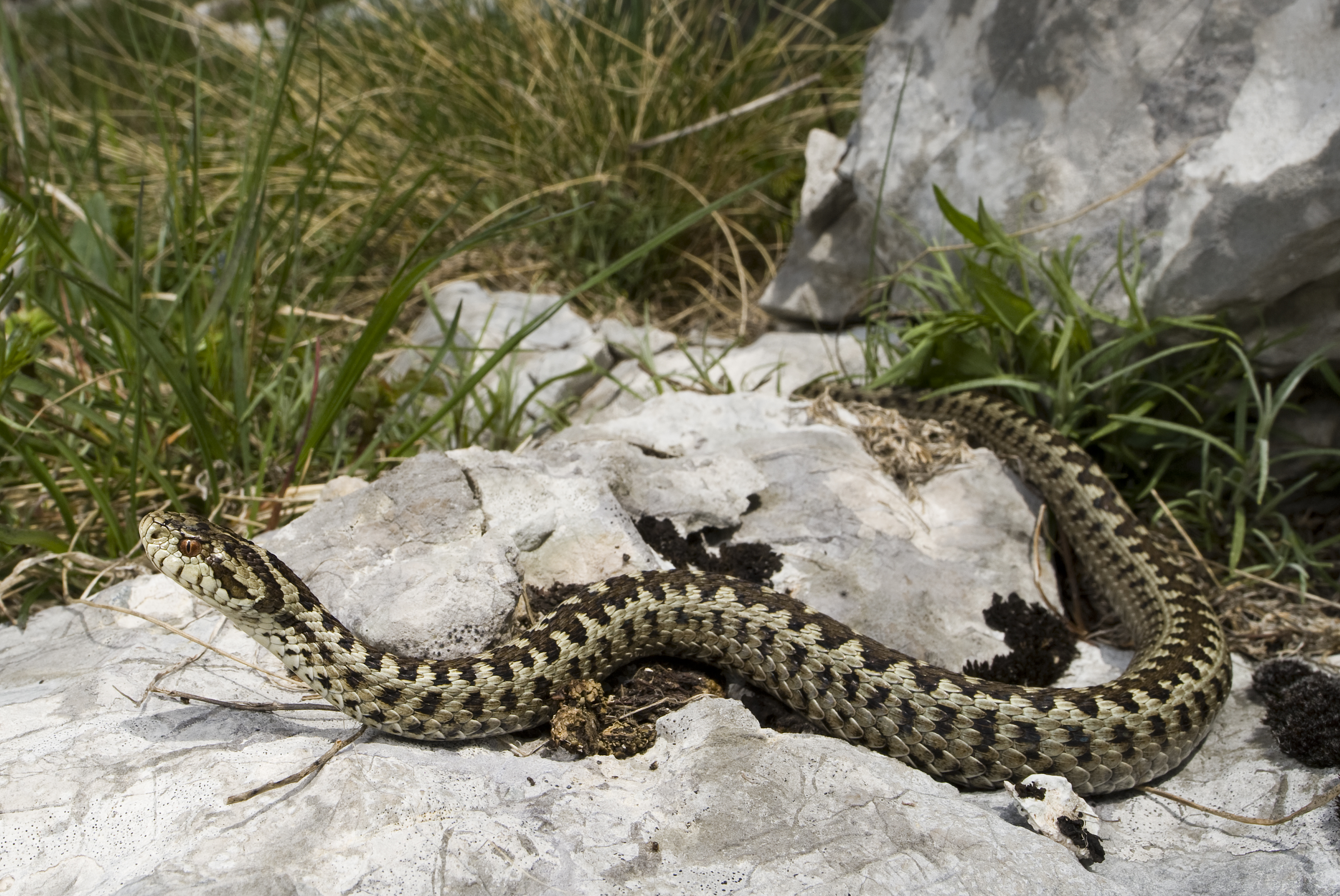
Vipera ursinii
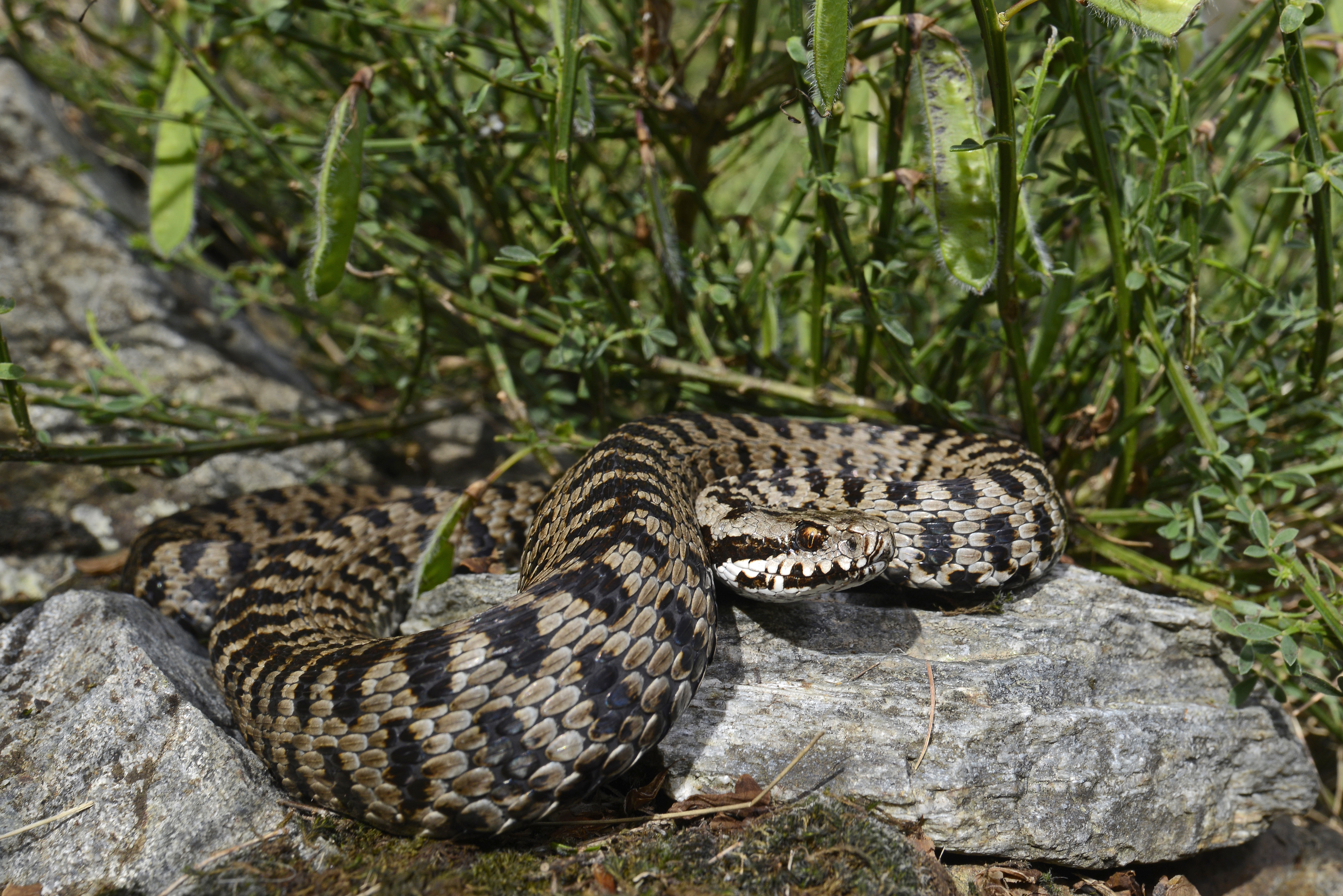
Vipera walser

## Taxinomie
L'espèce Vipera nikolskii est considérée désormais comme une sous-espèce de Vipera berus sous le nom de Vipera berus nikolskii (Vedmederja, Grubant & Rudajewa, 1986).

## Publication originale
- Laurenti, 1768 : Specimen medicum, exhibens synopsin reptilium emendatam cum experimentis circa venena et antidota reptilium austriacorum Vienna Joan Thomae, p. 1-217 (texte intégral).